# Храм Святителя Николая в Котельниках
Храм Святи́теля Никола́я в Коте́льниках — православный храм Покровского благочиния Московской городской епархии. Подворье патриарха Московского и Всея Руси; подворье Православной церкви Чешских земель и Словакии.
Храм расположен в Таганском районе Центрального административного округа города Москвы, по адресу 1-й Котельнический переулок, дом 8. Главный престол освящён в честь Николая Чудотворца; приделы в честь преподобных Зосимы и Савватия Соловецких, в честь преподобномученицы Евдокии (с правой стороны трапезной части храма).

## История

### История района
Никольская церковь расположена на берегу Москвы-реки у подножья Швивой горки — юго-западного склона большого Таганского холма. Это один из старейших московских районов. Он стал активно заселяться на рубеже XV—XVI веков, прежде всего за счёт выселенных из города ремесленников, занимавшихся огнеопасными промыслами: гончаров и кузнецов — бронников и котельников, поселившихся в Котельнической слободе 
Первые упоминания о деревянной церкви, расположенной на месте современного Никольского храма относятся к 1547 году. Эта церковь была построена в слободе котельников и называлась церковь святой Троицы в Старых Кузнецах. Память о слободе котельников сохранилась в местных названиях: Котельническая набережная, 1-й Котельнический переулок.

### Никольский храм

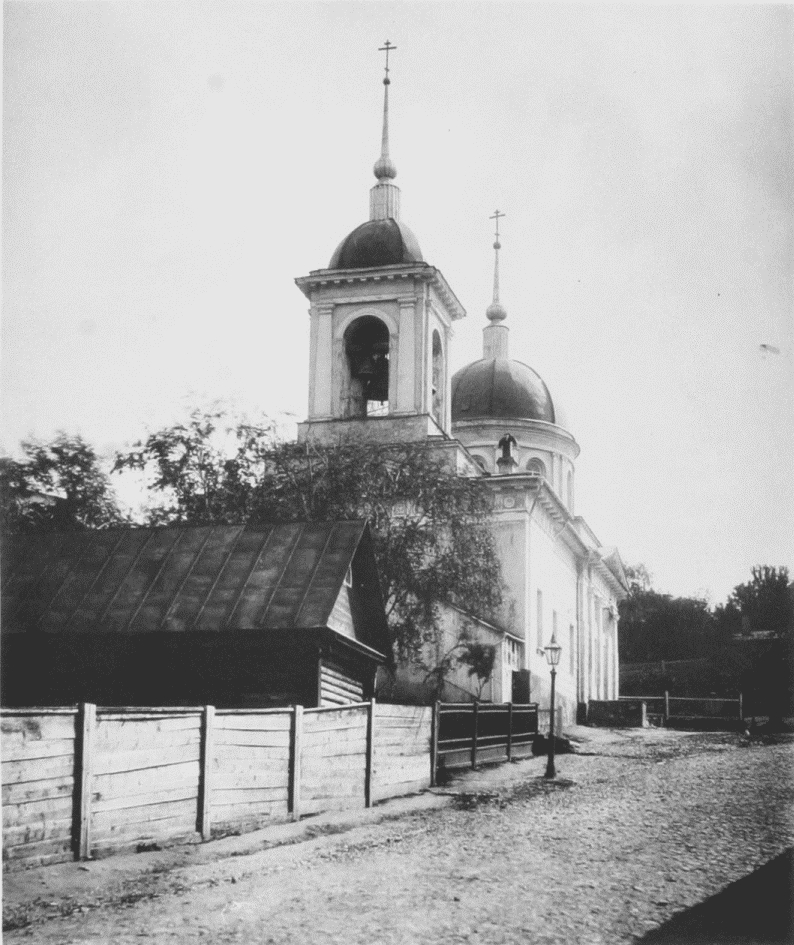
Фотография из альбома Николая Найдёнова. 1882 год

В 1625 году на месте сгоревшей Троицкой церкви была построена деревянная церковь Николая Чудотворца в Котельниках. Согласно архивным данным, в 1657 году купцы Строгановы построили на месте деревянной церкви новый каменный Никольский храм со своей родовой усыпальницей. Строгановы на тот момент являлись крупными купцами и промышленниками, их усадьба была расположена на соседней Гончарной улице.
В 1688 году на средства Строгановых Никольская церковь вновь была перестроена, в ней появился придел, освящённый в честь преподобных Зосимы и Савватия Соловецких. В последующие годы при церкви были похоронены Григорий Строганов (1715), его супруга Марья (1734), а также многие другие известные члены семейства Строгановых
К началу XIX века церковь обветшала. В 1812 году пострадавший во время большого московского пожара Никольский храм был приписан ко храму Косьмы и Дамиана Старого (храм Косьмы и Дамиана Старого был расположен в 3-м Котельническом переулке, разрушен в 1936 году)

### Современный храм

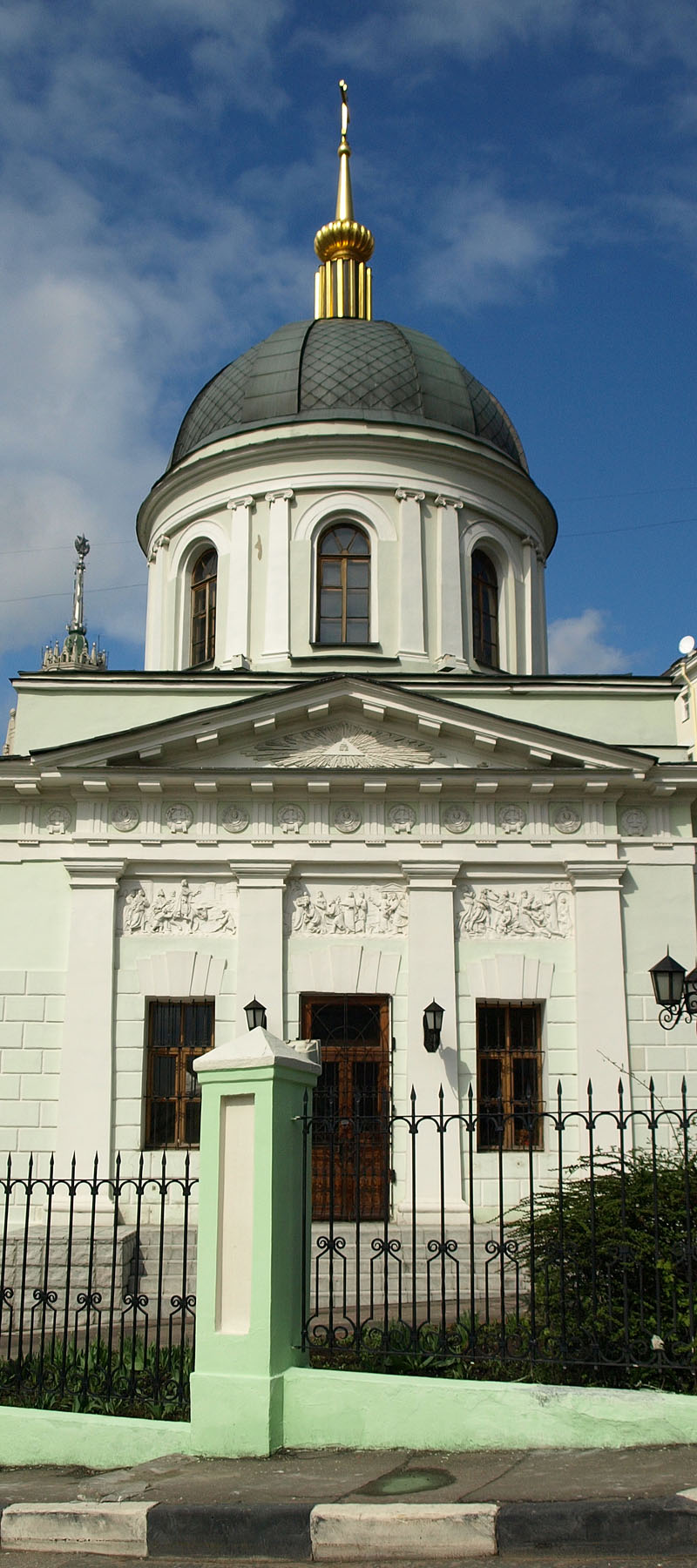
Южный вход

В 1822 году на средства Сергея Голицына (внука Александра Григорьевича Строганова по матери) было начато строительство нового храма, сохранившегося до настоящего времени. Автором проекта стал архитектор Осип Бове. 24 августа 1824 года (по старому стилю) Никольский храм был освящён митрополитом Московским Филаретом.
Храм был построен в стиле ампир. Главный объём храма — четверик, на котором установлена ротонда с полуциркульными окнами, разделёнными пилястрами. Южную часть здания, выходящую на переулок, украшает декоративный портик с тремя скульптурными барельефными композициями — «Вход Господень в Иерусалим», «Поклонение волхвов», «Избиение младенцев». С северной стороны храма, обращённой внутрь квартала, устроен придел преподобных Зосимы и Савватия Соловецких. Из-за сильного перепада рельефа повышена цокольная часть под трапезной и колокольней. В 1873 году на средства вдовы диакона Евдокии Виноградовой в трапезной был устроен придел великомученицы Евдокии, к новому приделу и колокольне пристроены входные лестницы. В 1892 году перестройку храма осуществил архитектор Николай Марков.

### Советский период
Никольский храм был закрыт и осквернён в 1932 году. Небольшая часть церковных ценностей была передана в Коломенский музей и в один из храмов в Коломенском, всё остальное было разграблено или уничтожено. С храма были сняты кресты и глава, сбиты рельефы, разрушена церковная ограда. После перестройки в здании храма разместилась химическая лаборатория управления геологии.
В 1970-х годах Никольский храм был частично реставрирован и «поставлен под охрану государства» как памятник архитектуры. В это же время были уничтожены располагавшиеся в храме семейные захоронения Голицыных и Строгановых.

### Возрождение храма
Указом патриарха Московского и всея Руси Алексия II от 14 августа 1991 года храму святителя Николая в Котельниках был присвоен статус патриаршего подворья. Настоятелем храма стал иерей Михаил Жуков. В 1992 году состоялось малое освящение храма и начались реставрационные работы. После открытия в храм вернулись старинные иконы, которые были вынесены из него тайком, перед самым закрытием, последним священником протоиереем Николаем (Чертковым). Феодоровская икона Божией Матери тайно сохранялась дома в семье протоиерея Николая. Две иконы преподобных Зосимы и Савватия Соловецких были отданы на сохранение в церковь Николая Чудотворца в Клённиках.
В 1998 году в отреставрированном храме было открыто представительство Православной церкви Чешских земель и Словакии в Москве. 28 октября 1998 года состоялось Большое освящение храма патриархом Московским и всея Руси Алексием II. Присутствовавший на освящении Никольского храма митрополит Дорофей от лица Православной церкви Чешских земель и Словакии наградил иерея Михаила (Жукова) орденом равноапостольных Кирилла и Мефодия за заслуги в работах по восстановлению храма.
28 января 2020 года здания храма и дом причта переданы в собственность Русской православной церкви (распоряжения Департамента городского имущества города Москвы № 2282 и 2287).

### Представительство Православной церкви Чешских земель и Словакии в Москве

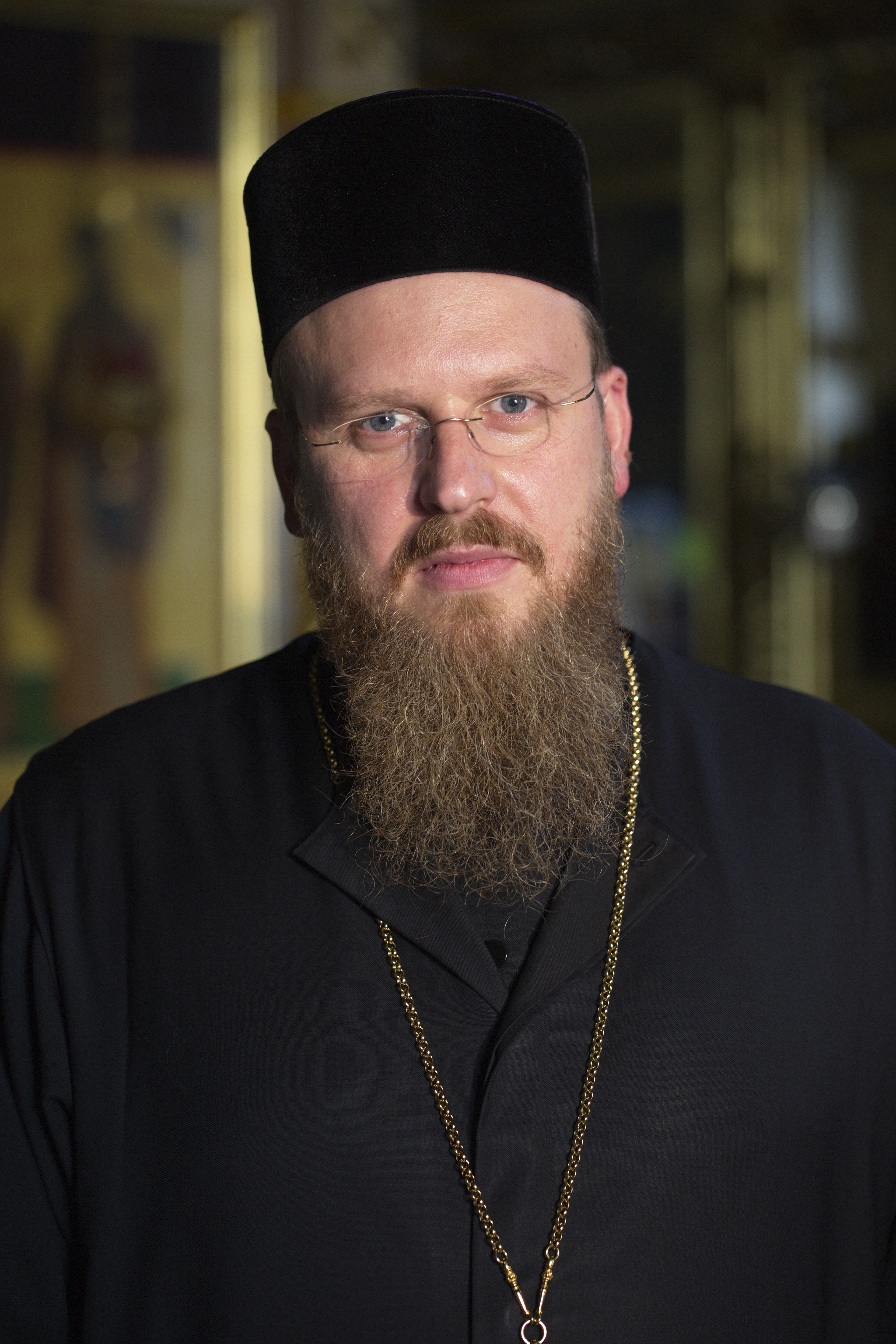
Архимандрит
Серафим (Шемятовский)

5 октября 1999 года Священный синод Русской православной церкви постановил открыть подворье Православной церкви Чешских земель и Словакии в городе Москве и определил в качестве такового храм Святителя Николая в Котельниках.
В 2000 году был назначен первый представитель Православной церкви Чешских земель и Словакии в Москве, ставший настоятелем храма святителя Николая Мирликийского, — протопресвитер Михаил Дандар.
В 2005 году исполняющим обязанности настоятеля стал игумен Симеон (Шевцов). Под руководством игумена Симеона был отреставрирован иконостас в приделе преподобных Зосимы и Савватия Соловецких, был добавлен верхний ряд главного иконостаса.
С 25 июня 2006 года по 2 октября 2013 года настоятелем храма был протоиерей Алексий Ющенко.
С 3 октября 2013 года по 26 марта 2014 года обязанности настоятеля храма святителя Николая в Котельниках исполнял иерей Андрей Никольский.
27 марта 2014 года решением Священного синода Православной церкви Чешских земель и Словакии представителем при патриархе Московском и всея Руси и настоятелем храма святителя Николая Мирликийского был назначен архимандрит Серафим (Шемятовский). Архимандрит Серафим является автором икон и фресок в храмах России, Чехии, Словакии, США, Швеции, Великобритании, Ирландии, Швейцарии. С 2010 по 2014 годы был клириком кафедрального собора во имя святых Кирилла и Мефодия города Михаловце (Словакия) и личным секретарём архиепископа Михаловско-Кошицкого Георгия. Имеет степень магистра богословия.

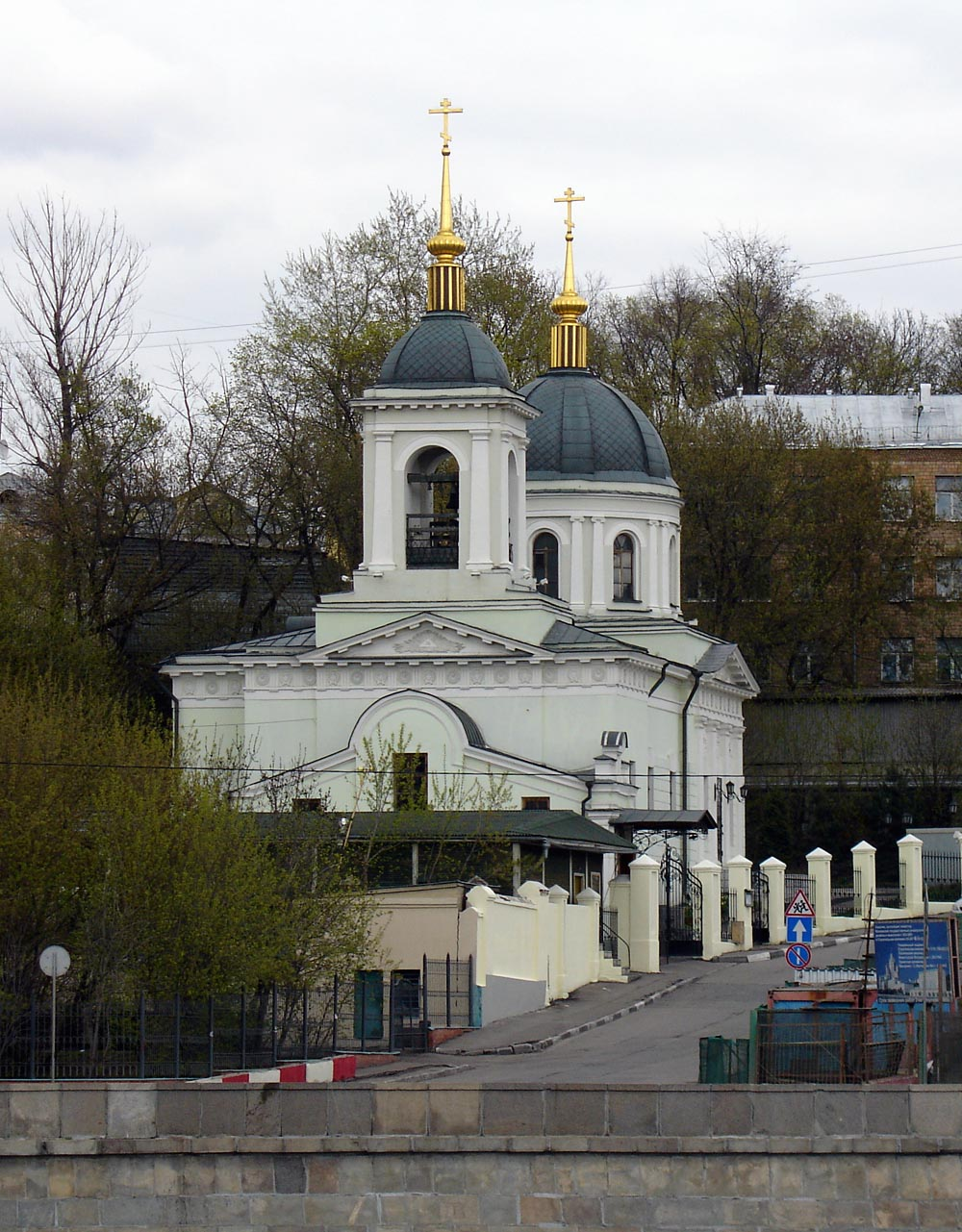
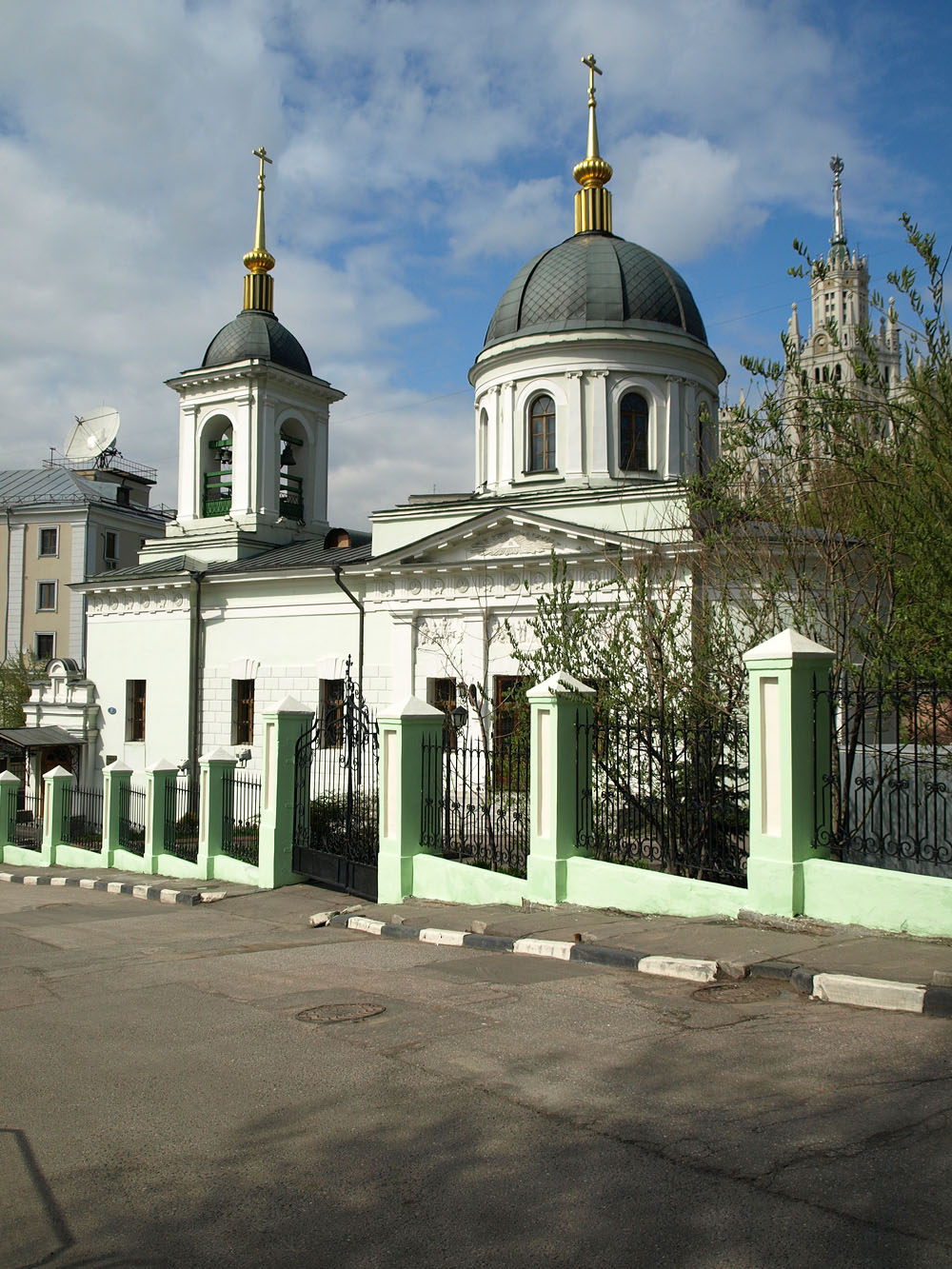
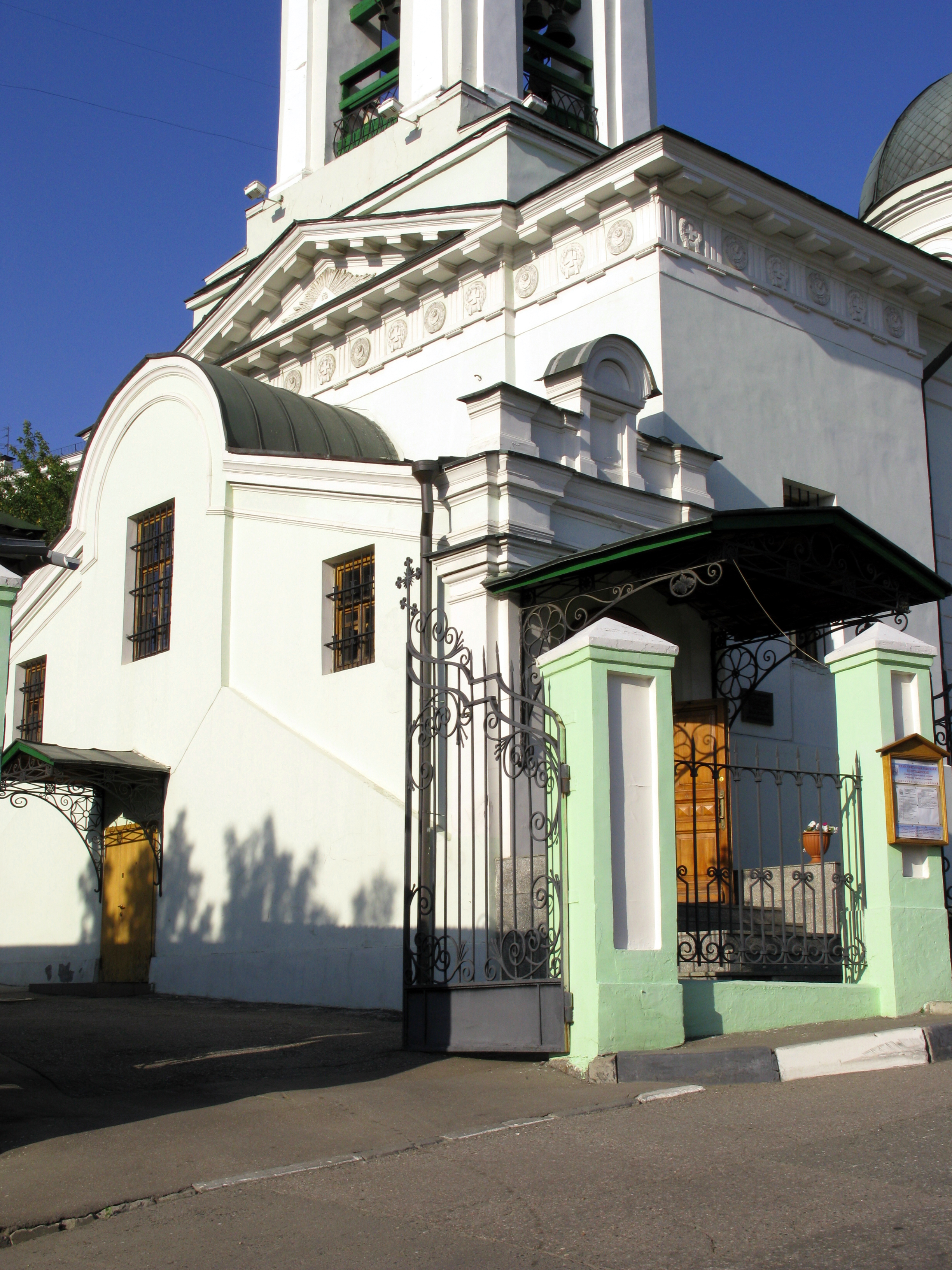

## Святыни
- Частицы мощей святых мучеников  княгини Людмилы и князя Вячеслава Чешских
- Частица святых мощей святителя Николая, Архиепископа Мир Ликийских
- Икона Божией Матери Феодоровская
- Икона Божией матери Казанская
- Икона с частицей святых мощей святой великомученицы Варвары
- Икона с частицами мощей святых благоверных князя Петра и княгини Февронии Муромских Чудотворцев
- Икона с частицей святых мощей свет. Нектария Эгинского
- Икона великомученика Георгия Победоносца с частицей святых мощей
- Икона святого благоверного князя Александра Невского с частицей мощей святого
- Икона великомученика и целителя Пантелеймона с частицей мощей святого[10]

## Духовенство
- Настоятель храма святителя Николая в Котельниках представитель Православной церкви Чешских земель и Словакии при патриархе Московском и всея Руси архимандрит Серафим (Шемятовский).
- Иеромонах Александр (Галушка)[11].